# Blanca Busquets

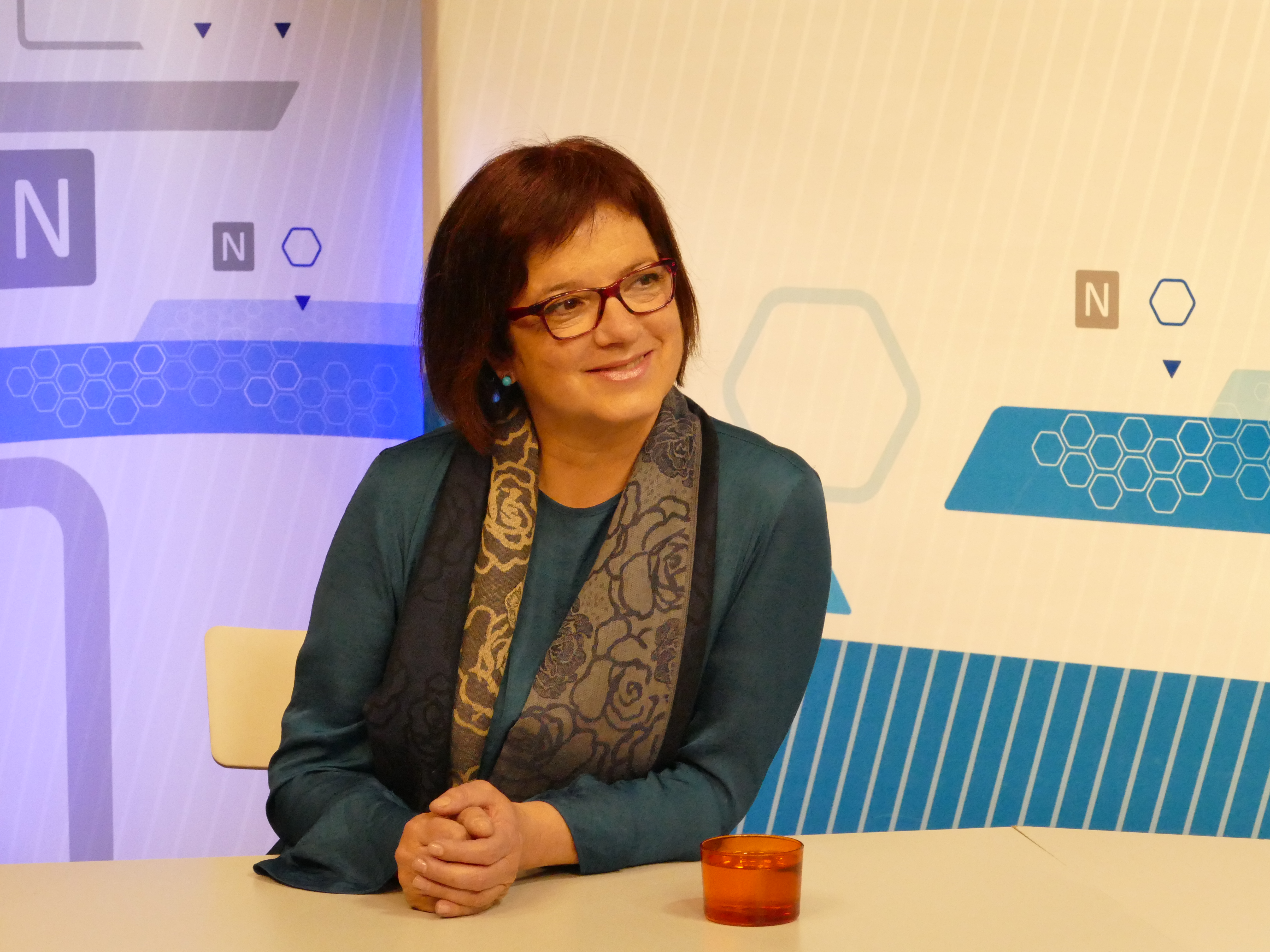
Blanca Busquets

Blanca Busquets i Oliu (* 1961 in Barcelona) arbeitet als Schriftstellerin und Fernseh- und Radiojournalistin für Televisió de Catalunya und Catalunya Ràdio, wo sie diverse Kulturprogramme moderiert.

## Werk
Nach mehreren preisgekrönten Erzählungen und ihrem Romandebüt Presó de neu hat sie mit Die Woll-Lust der Maria Dolors ihren ersten Roman in Deutschland veröffentlicht. Blanca Busquets schreibt ihre Werke auf Katalanisch.
Blanca Busquets hat bisher 5 Romane veröffentlicht, die u. a. in Italien und Russland erschienen sind.
- Presó de neu. Roman. Proa, Barcelona 2003, ISBN 84-8437-576-5.
- El Jersei. Roman. Random House Mondadori, Barcelona 2006, ISBN 84-01-38694-2.
  - deutsch: Die Woll-Lust der Maria Dolors. aus dem Katalanischen von Ursula Bachhausen. DTV, 2011, ISBN 978-3-423-24816-7.
- Tren a Puigcerdà? Rosa dels Vents, Barcelona 2007, ISBN 978-84-01-38712-8.
- Ves a saber on és el cel. Roman. Plaza & Janés, Barcelona 2009, ISBN 978-84-01-33708-6.
  - deutsch: aus dem Katalanischen von Ursula Bachhausen. Bis dass der Zufall uns vereint. DTV, 2011, ISBN 978-3-423-24889-1.
- La nevada del cucut. Roman. Verlag Rosa dels Vents, Barcelona 2010, ISBN 978-84-01-38763-0.

## Auszeichnungen
2015 erhielt sie den Internationalen Preis im Rahmen des Premio Alghero Donna.

## Lesungen
- Die Woll-Lust der Maria Dolors. gelesen von Katharina Thalbach. Der Hörverlag, München 2010, ISBN 978-3-86717-684-2.